# Auers

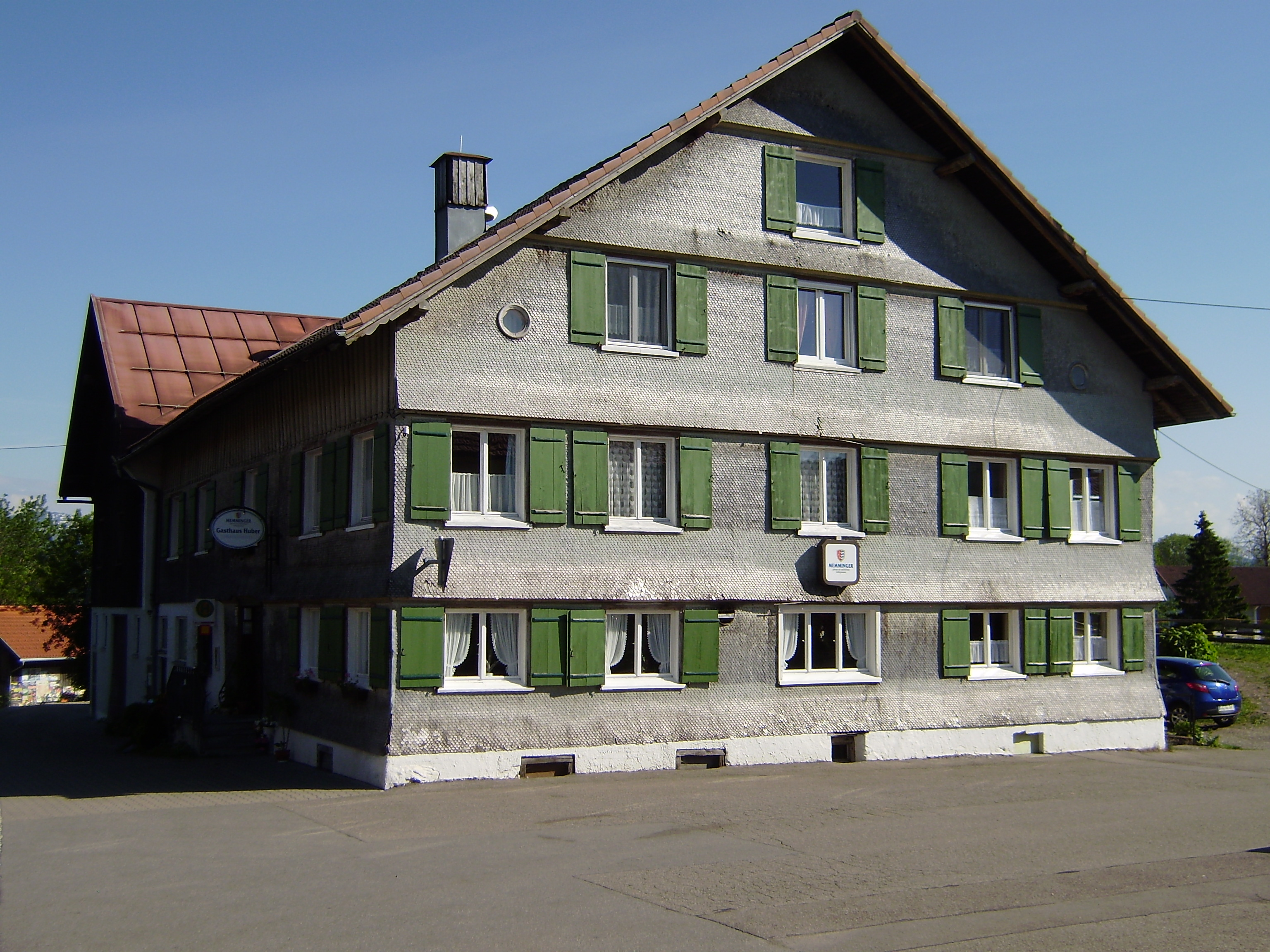
Baudenkmal in Auers

Auers (westallgäuerisch: Ouers) ist ein Gemeindeteil der bayerisch-schwäbischen Gemeinde Röthenbach (Allgäu) im Landkreis Lindau (Bodensee).

## Geographie
Das Dorf liegt circa 3,5 Kilometer südwestlich des Hauptorts Röthenbach und zählt zur Region Westallgäu. Auers liegt an der Bundesstraße 32 und 308 (Queralpenstraße).

## Geschichte
Rentershofen wurde erstmals im Jahr 1290 urkundlich als Ouwers erwähnt. Der Ortsname leitet sich vom Familien- bzw. Beinamen Auer ab, was so viel wie in der Au wohnend bedeutet. 1769 fand die Vereinödung in Auers statt. 1893 wurde die Bahnstation an der Bahnstrecke Röthenbach-Weiler und 1901 die Station Auers-Riedhirsch an der Bahnstrecke Röthenbach-Scheidegg eröffnet. 1996 wurde die St.-Christophorus-Kapelle im Ort errichtet.

## Baudenkmäler
- Siehe auch: Liste der Baudenkmäler in Auers